# Qatarmax

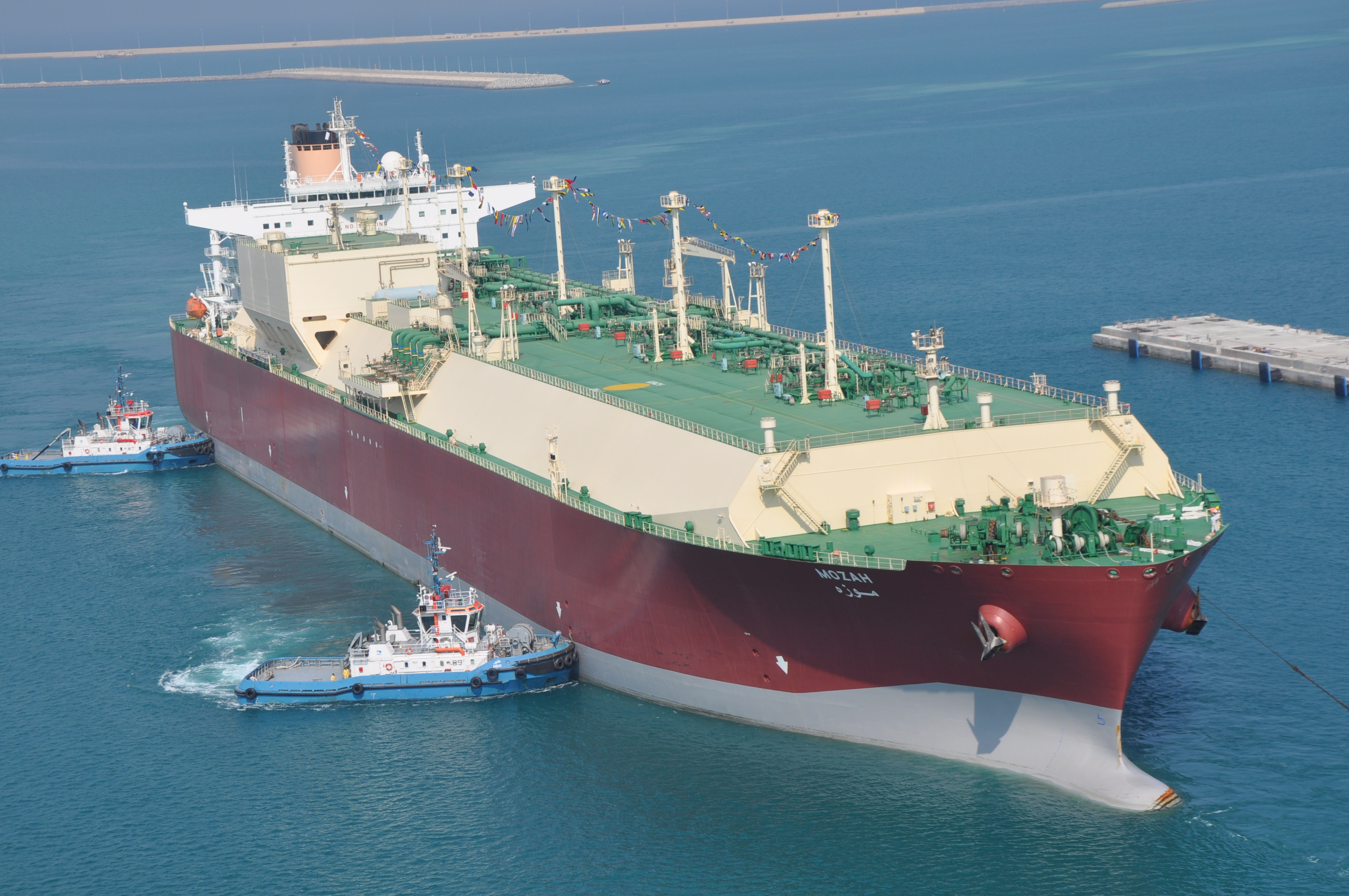
Le QatarMax "Mozah" à Ras Laffan en 2010.

Un Qatarmax ou Q-max est un format particulier de méthanier, le plus grand existant en 2020 pour ce type de navire. Construits en Corée du Sud pour le compte du Qatar, le premier a pris la mer en 2008. Ces navires présentent les caractéristiques suivantes,: 
- Des réservoirs adiabatiques de type membranaire, en acier[réf. nécessaire] ;
- Une capacité de 266 000 m3, le double de la majorité des méthaniers ;
- Une longueur de 345 m, un maître-bau de 54 m et un tirant d'eau de 12 m ;
- Une unité de reliquéfaction à bord, pour ramener à l'état liquide le GNL qui s'évapore durant la traversée[3].

Ces navires correspondent à la capacité des ports méthaniers qataris de Qatargas. Tous les terminaux méthaniers ne peuvent pas les accueillir.
Quatorze Qatarmax ont été mis à l'eau de 2008 à 2010, leurs noms sont: Mozah, Al Mayeda, Mekaines, Al Mafyar, Umm Slal, Bu Samra, Al Ghuwairiya, Lijmiliya, Al Samriya, Al Dafna, Shagra, Zarga, Aamira et Rasheeda,.

## Propulsion
Les navires sont équipés d'un système de reliquéfaction des gaz évaporés, afin de remettre le gaz naturel à l'état liquide, et de pouvoir le renvoyer dans le tank, en effet, sur les autres méthaniers, les gaz évaporés sont habituellement relâchés dans l'atmosphère au cours du voyage, induisant des pertes et des risques d'explosion nécessitant une surveillance supplémentaire, ou brûlés dans les turbines à vapeur avec un rendement médiocre.
Les Q-Max sont propulsés par deux moteurs basse vitesse au diesel consommant du fioul lourd, réputés moins consommateurs d'énergie et moins d'émission de carbone que les turbines vapeur traditionnelles, ainsi ils consomment 40 % de moins de fioul que les méthaniers classiques, hors système de reliquéfaction du gaz évaporé. Leur vitesse moyenne est de 19,5 nœuds. En cas de panne d'un des deux moteurs, ils peuvent être découplés afin de maintenir une vitesse de 14 nœuds.
En 2015, le Rasheeda a été rétrofité pour consommer du gaz naturel liquéfié plutôt que du fioul. Il s'agit d'une première pour les méthaniers. La possibilité d'utiliser des GPL ou méthanols est aussi à l'étude.